# أعمال شغب هاريانا 2017
بدأت أعمال شغب هاريانا في مدينة بانتشكولا في 25 أغسطس 2017 وانتشرت في وقت لاحق إلى أجزاء أخرى من ولايات شمال الهند وبالتحديد في هاريانا والبنجاب والعاصمة نيودلهي. لقي ما لا يقل عن 38 شخصًا مصرعهم وأصيب 250 آخرون. كان سبب اندلاع أعمال الشغب اعتقال الحكومة الهندية لغورميت رام رحيم سينغ بعد ارتكابه اعتداءين جنسيين في مقر «ديرا ساشا سودا» في بلدة سيرسا الشمالية.

## خلفية
في عام 2002 زعمت إحدى أتباع الزعيم الروحي الهندي غورميت رام رحيم سينغ في رسالة مجهولة موجهة إلى رئيس وزراء الهند آنذاك أتال بيهاري فاجبايي متهمة سينغ بالاعتداء الجنسي. وفي 24 سبتمبر 2002 أمر مكتب التحقيق المركزي بإجراء التحقيقات في القضية. في 25 أغسطس 2017 أصدرت محكمة خاصة تابعة للمحكمة المركزية في بانشكولا هاريانا حكمها في قضية اعتداء جنسي على ديرا سادفي، وأثبتت المحكمة أن غورميت رام رحيم مذنب بتهمتين بالاغتصاب، وتم احتجاز سينغ. تجمع أكثر من 200.000 شخص بالقرب من مبنى المحكمة قبل صدور الحكم في بانشكولا هاريانا. عقب الإدانة قامت احتجاجات عنيفة في أجزاء من الهند مع تقارير عن عمليات تخريب واسعة النطاق.
قبل الحكم ناشد سينغ أتباعه البقاء هادئين بعد أن قاموا برحلة من مسافة 250 كيلومترا من مقر طائفة السيخ في سيرسا إلى بانشكولا في قافلة مكونة من 100 سيارة. كانت السلطات قد علقت خدمات الإنترنت لمدة 48 ساعة وانتشر القسم 144 التابع للجيش في سري غانغاناغار راجاستان في ضوء الحكم المتوقع. قُطعت الكهرباء في عدد قليل من المناطق السكنية في بانشكولا كتدبير وقائي. بعد الحكم طرد مؤيدو سينغ من بانشكولا وشانديغار، واستخدمت الشرطة والقوات شبه العسكرية الغاز المسيل للدموع في بانشكولا للسيطرة على أنصار ديرا التي أدت إلى اشتباكات. عقب الإدانة هاجم أنصار سينغ المدينة، وأضرموا النار في المركبات والمباني الحكومية ومحطات الوقود والشاحنات ووسائل الإعلام ومحطات السكك الحديدية.

## العنف
وفقًا لما ذكره المتحدث باسم شركة السكك الحديدية الهندية تم حرق محطتي قطار في البنجاب (مالوت وبوانا)، وتم إشعال النار في اثنين من مدربي القطارات في خط ريوا إكسبريس في محطة أناند فيهار في دلهي. هاجم المتظاهرون إن دي تي في وهاجموا أيضًا عربة النقل الخارجي التابعة للقناة ما أدى لإصابة مهندس. كما هوجم طاقم تلفزيون الهند اليوم وأصيب مصوره من مدينة سيرسا. هاجم المتظاهرون معظم مرافق مدينة بانشكولا، واشتعلت النيران في سيارتي شرطة في مانزا في البنجاب. وأشعل المتظاهرون النار في إحدى شركات الهاتف في تشانانوال في منطقة برنالا في البنجاب. لقي ما لا يقل عن 28 شخصًا مصرعهم وأصيب 250 آخرون في ولاية هاريانا الشمالية الهندية.
أطلقت الشرطة الغاز المسيل للدموع ومدافع المياه والذخيرة الحية في محاولة منهم لتفريق المتظاهرين في بانشكولا.

## الرد الحكومي

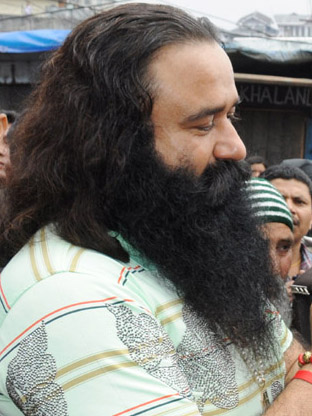
غورميت سينغ

فُرض حظر التجول في عدة مناطق في مدينة تشانديغار وعبر ولاية البنجاب. تم إغلاق الحدود بين ولايتي هاريانا والبنجاب، وتم استدعاء أعداد من الجيش الهندي بلغ عددهم حوالي 600 جندي، تم نشرهم في مدينة بانشكولا للمساعدة في استعادة النظام. انتشر القسم 144 التابع للجيش الهندي في أجزاء من دلهي ومناطق نويدا وغازي آباد. بعد أحداث العنف في بانشكولا تم إلغاء ما يقرب من 250 رحلة من الرحلات المجدولة في قطارات السكة الحديدية. توقفت خدمات الإنترنت المتنقلة وخدمات البيانات في هاريانا والبنجاب وشانديغار لمدة 72 ساعة. طلب نائب المفوض في بانشكولا من جمعية الصليب الأحمر في المقاطعة إرسال المتطوعين المدربين.
ألقي القبض على 3 أشخاص فيما يتعلق بالحرق المتعمد في دلهي. وفقًا لما ذكره مسؤول في شرطة هاريانا فقد احتجزت قوات الأمن أكثر من ألف شخص من مؤيدي الغوروس في بانشكولا بتهمة الحرق المتعمد وتدمير الممتلكات العامة.

## ردود الفعل
غرد الرئيس الهندي رام نات كوفيند على موقع تويتر قائلًا: «العنف والأضرار التي تلحق بالممتلكات العامة بعد صدور حكم المحكمة أمر مدان بشدة، وأناشد جميع المواطنين الحفاظ على السلام».
أدان رئيس الوزراء الهندى ناريندرا مودي العنف وحث "الجميع على الحفاظ على السلام". وخلال استعراض الوضع مع مستشار الأمن القومي ووزير الداخلية، طلب من المسؤولين "العمل على مدار الساعة لاستعادة الحياة الطبيعية وتقديم كل ما يلزم من مساعدة مطلوبة.